# Krivica
Krivica je naselje u slovenskoj Općini Šentjuru. Krivica se nalazi u pokrajini Štajerskoj i statističkoj regiji Savinjskoj. 

## Stanovništvo
Prema popisu stanovništva iz 2002. godine naselje je imalo 170 stanovnika.